# 太平山街
太平山街（英語：Tai Ping Shan Street），是一條位於港島中西區太平山山腰的街道，在荷李活道上環段與卜公花園之間平行東西走向的一條街道。太平山街以附近山崗「太平山」命名太平山街以附近山崗「太平山」命名，於1860年代落成。1894年，太平山街一帶爆發鼠疫，政府收購該區的樓宇拆卸，並用消毒藥水清洗街道。另外，政府於1950年代至80年代拆卸部分危樓及木屋重建。太平山街建有數幢宗教建築，包括建於1851年的廣福義祠。
太平山街沿途的建築物大多擁有999年土地租借權。

## 地理
太平山街東起四方街與居賢坊之交匯點，西至普仁街，全長300米，是一條單線單向行車的直街，由東向西走向。太平山街分為東西兩段，但由於東段比西段高，所以中間有一條樓梯分隔，以緩和坡度。

## 歷史
1860年代，大量移民湧入香港並聚居至此，華人商住區從太平山區擴展到砵甸乍街以西，於是政府便於太平山區一帶興建道路，而太平山街亦於該段時間落成。除此之外，政府還出售大量土地，然後興建唐樓，妓院亦大量湧現。由於人口眾多，產生治安及衛生問題。1894年，太平山街一帶爆發鼠疫，4個月內共令超過2500人喪生。政府認為太平山街樓宇過於密集而令鼠疫快速傳播，因此收購該區的樓宇，並實行清潔居所的措施，包括用消毒藥水清洗太平山街，並消毒民居。
由於街內的建築多為木屋，太平山街1930年代至1980年代經常發生火災。此外，政府於1950年代至80年代拆卸部分危樓及木屋重建。

## 建築
許多宗教建築坐落於太平山街。觀音廟建於1841年，廟內有港島現存最古老的觀音像，並開創「觀音借庫」先河。廣福義祠建於1851年，以供奉地藏菩薩，並為死者提供殯葬服務和靈位。另外，觀音廟和綏靖伯廟均於1890年落成。

## 外部連結
维基共享资源上的相關多媒體資源：太平山街